# الزراعة الهوائية
الزراعة الهوائية هي عملية زراعة النباتات في بيئة هوائية أو ضبابية دون استخدام التربة أو الوسط الكلي.

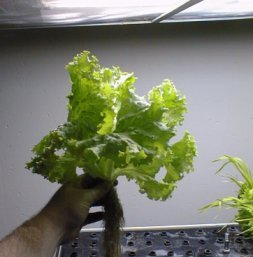
خس وقمح يزرعان في جهاز هوائي، ناسا 1998

تعتمد هذه الطريقة على بناء أنابيب لدنة رأسية متعددة الطوابق، تفصل الطوابقَ حلقاتٌ تُعلق عليها النباتات بحيث يتم الاحتفاظ بالجذور في وسط نمو بدون تربة وتغذي الأنظمة الهوائية النباتات عن طريق رش الجذور، حيث يتم ضخ المياه المحملة بالمغذيات بشكل دوري من خلال رشاشات مياه مصممة خصيصاً لهذه الوظيفة.
وقد تطورت تقنية الزراعة الهوائية نتيجة أبحاث وكالة الفضاء الأمريكية "ناسا"؛ لأنها التقنية الأفضل للزراعة خارج النظام الأرضي، فالزراعة الهوائية لا تعتمد على الجاذبية للكوكب لتحريك المحلول المغذي حال الزراعة في التربة أو الزراعة المائية، بل إن المحلول يجري بفعل مضخة ضغط؛ لذا يمكن الزراعة في الفضاء الذي تنعدم فيه الجاذبية.

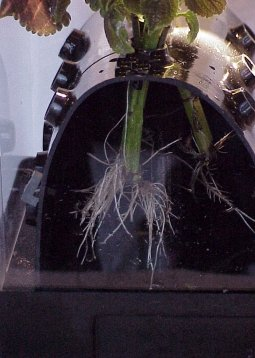
لقطة مقرّبة لأول هيكل دعم لزراعة هوائية حاصل على براءة اختراع (1983). يسمح دعمه غير المقيد للنبات بالنمو الطبيعي في بيئة الهواء / الرطوبة ، ولا يزال قيد الاستخدام حتى اليوم..

## نشأتها
اكتشف الزراعة الهوائية في إيطاليا بجامعة بيا الدكتور فرانكو ماسانتيني. وطورها الزراعة الهوائية في عام 1942 دبليو كارتر كان الهدف هو تسهيل فحص جذور النباتات. بين الأربعينيات والخمسينيات من القرن الماضي ، استخدم العلماء الزراعة الهوائية في زراعة الطماطم والتفاح والحمضيات وما إلى ذلك من أجل مراقبة بنية جذورها واختبار عتبة مقاومتها لأنواع مختلفة من العفن الناتج عن الإفراط في الري أو جفاف شديد.